# Horea
Horea é uma comuna romena localizada no distrito de Alba, na região histórica da Transilvânia. A comuna possui uma área de 60.41 km² e sua população era de 2281 habitantes segundo o censo de 2007.